# Асканиус, Петер
Петер Асканиус, или, в русифицированном варианте, Пётр Асканий (норв. Peter Ascanius; 1723—1803) — норвежский биолог (зоолог) и минералог; ученик Карла Линнея.

## Биография
Петер Асканиус родился в 1723 году в коммуне Эуре.
Изучал естествознание под руководством Карла Линнея в Уппсальском университете.
В 1759 году получил должность профессора в Копенгагенском университете, преподавал здесь зоологию и минералогию до 1771, позднее работал в качестве руководителя сперва на шахтах на юге Норвегии в городе Конгсберге, а затем и в других местах страны. С 1755 года — иностранный член Лондонского королевского общества.
Занимался изучением морской фауны. Среди опубликованных Асканием трудов наиболее выдающимся является иллюстрированный пятитомник Icones rerum naturalium, публикация которого была закончена уже после смерти Асканиуса в 1805 году.
Скончался в 1803 году в Копенгагене.